# Caso Irã-Contras

Reagan se encontrando com membros proeminentes de seu gabinete no Salão Oval no período do caso Irã-Contras.

O Caso Irã-Contras(pt-BR) ou Caso Irão-Contras(pt-PT?)(em inglês: Iran–Contra affair ou Irangate; em castelhano: caso Irán-Contras; em persa: ماجرای مک‌فارلین), foi um escândalo político nos Estados Unidos revelado pela mídia em novembro de 1986, durante o segundo mandato do presidente Ronald Reagan, no qual figuras chave da CIA facilitaram o tráfico de armas para o Irã, que estava sujeito a um embargo internacional de armamento, para assegurar a libertação de reféns e para financiar os Contras nicaraguenses.
A operação começou como uma tentativa de melhorar as relações entre Estados Unidos e Irã, através da mediação de Israel, que iria enviar armas para um grupo politicamente influente de iranianos; os Estados Unidos iriam então fornecer mais armas para Israel e receber o pagamento feito pelos iranianos aos israelenses. Os destinatários iranianos prometeram fazer o possível para conseguir a libertação de seis estadunidenses que eram mantidos reféns pelo grupo islâmico xiita libanês Hezbollah, que era ligado ao Exército dos Guardiões da Revolução Islâmica.
O plano acabou virando um esquema de "armas por reféns", no qual os membros do Poder Executivo dos Estados Unidos vendiam armas para o Irã em troca da libertação de reféns estadunidenses. Grandes modificações ao plano foram feitas pelo tenente-coronel Oliver North, do Conselho de Segurança Nacional, no final de 1985. A partir de então, uma parcela do lucro obtido com a venda de armas foi destinada ao financiamento dos rebeldes anticomunistas da Nicarágua, que lutavam contra a Frente Sandinista de Libertação Nacional, mais conhecidos como Contras. Apesar de Reagan ser um defensor da causa dos Contras, não foram encontradas evidências mostrando que ele autorizou o plano.
Após a venda de armas ser revelada pela imprensa em novembro de 1986, Reagan apareceu em rede nacional de televisão para afirmar que as transferências de armas ocorreram de fato, mas que os Estados Unidos não estava negociando armas por reféns. A investigação do escândalo foi comprometida quando grandes volumes de documentos relativos ao caso foram destruídos ou retidos por funcionários do governo Reagan. Em 4 de março de 1987, Reagan fez outro discurso televisivo assumindo total responsabilidade por quaisquer ações feitas sem seu conhecimento e admitindo que "o que começou como uma abertura estratégica nas relações com o Irã deteriorou-se, em sua implementação, na troca de armas por reféns".
Várias investigações foram feitas, incluindo as do Congresso dos Estados Unidos e da Comissão Tower, nomeada pelo próprio Reagan. Nenhuma delas encontrou qualquer evidência de que Reagan soubesse da extensão do plano. Por fim, quatorze funcionários do governo federal foram responsabilizados por crimes, e onze deles condenados, incluindo o então Secretário de Defesa Caspar Weinberger. Weinberger e outros cinco funcionários receberam perdão presidencial em dezembro de 1992, nos últimos dias do governo de George H. W. Bush, que era o vice-presidente na época do escândalo.